# Journal of Geophysical Research
Pour les articles homonymes, voir JGR.
Journal of Geophysical Research (abrégé en J. Geophys. Res. voire JGR) est une revue scientifique à comité de lecture. Ce journal publie des articles de recherches originales dans le domaine de la géophysique.
D'après le Journal Citation Reports, le facteur d'impact de ce journal était de 3,303 en 2009. Actuellement la direction de publication est assurée par un panel d'experts internationaux.

## Histoire
Au cours de son histoire, le journal a plusieurs fois changé de nom :
- Terrestrial Magnetism, 1896–1898  (ISSN 0272-7528)
- Terrestrial Magnetism and Atmospheric Electricity, 1899–1948  (ISSN 0096-8013)
- Journal of Geophysical Research, 1949-en cours  (ISSN 0148-0227)

Depuis 1980 le journal est publié sous la forme de différentes sections spécialisées :
| Section | Nom            | Établie en | Facteur d'impact sur 5 ans en 2018 | Facteur d'impact en 2018 | Nombre total de citations en 2017 |
| ------- | -------------- | ---------- | ---------------------------------- | ------------------------ | --------------------------------- |
| A       | Space Physics  | 1980       | 2,878                              | 2,821                    | 39 548                            |
| B       | Solid Earth    | 1980       | 4,118                              | 3,585                    | 48 580                            |
| C       | Oceans         | 1980       | 3,567                              | 3,235                    | 35 566                            |
| D       | Atmospheres    | 1984       | 4,418                              | 3,633                    | 71 714                            |
| E       | Planets        | 1991       | 4,180                              | 3,969                    | 11 218                            |
| F       | Earth Surface  | 2003       | 4,514                              | 4,253                    | 8 251                             |
| G       | Biogeosciences | 2005       | 4,319                              | 3,621                    | 8 554                             |